# Тиргу-Гингулешть
Тиргу-Гингулешть, Тиргу-Гингулешті (рум. Târgu Gângulești) — село у повіті Вилча в Румунії. Адміністративно підпорядковане місту Бербешть.
Село розташоване на відстані 186 км на захід від Бухареста, 43 км на захід від Римніку-Вилчі, 71 км на північ від Крайови.

## Населення
За даними перепису населення 2002 року у селі проживали 1185 осіб, усі — румуни. Усі жителі села рідною мовою назвали румунську.